# Yours, Mine and Ours (2005)
Yours, Mine and Ours (bra: Os Seus, os Meus e os Nossos; prt: Todos ao Monte) é um filme estadunidense de 2005, do gênero comédia, dirigido por Raja Gosnell e estrelado por Dennis Quaid e Rene Russo sobre uma família com 18 filhos, sendo um remake do filme de 1968 de mesmo nome e foi lançado em 23 de novembro de 2005. Foi produzido pela Metro-Goldwyn-Mayer, Nickelodeon Movies e Robert Simonds Company. e foi distribuído pela Paramount Pictures e pela Columbia Pictures.
Hawk Nelson cantou uma música com Drake Bell, intitulada "Bring Em 'Out", como tema principal do filme. O grupo em si executa durante a sequência da festa.
O filme estreou no terceiro lugar, com um fim de semana de abertura de US$17,461,108 nos EUA. Sua bilheteria final nos EUA  foi de US$53,412,862, e sua bilheteria internacional foi de US$18,615,890, ganhando um total combinado de US$72,028,752, bem acima do seu orçamento de produção de US$45 milhões.

## Sinopse
Frank Beardsley e Helen North são dois ex-namorados que se reencontram trinta anos depois. Eles estão viúvos e decidem se casar, só que ele tem oito filhos e ela tem dez, sendo que as duas famílias não conseguem se entender, pois os Beardsley são disciplinados e para os North não existem regras. Tentando resolver os problemas, Frank e Helen criam um plano que fará com que todos tenham que trabalhar juntos.

## Elenco
- Dennis Quaid .... Frank Beardsley
- Rene Russo .... Helen North
- Sean Faris .... William Beardsley
- Katija Pevec .... Christina Beardsley
- Dean Collins .... Harry Beardsley
- Tyler Patrick Jones .... Michael Beardsley
- Haley Ramm .... Kelly Beardsley
- Brecken Palmer .... Ely Beardsley
- Bridger Palmer .... Otter Beardsley
- Ty Panitz .... Ethan Beardsley
- Danielle Panabaker .... Phoebe North
- Drake Bell .... Dylan North
- Miki Ishikawa .... Naoko North
- Slade Pearce .... Mick North
- Lil' JJ .... Jimi North
- Miranda Cosgrove .... Joni North
- Andrew Vo .... Lau North
- Jennifer Habib .... Bina North
- Jessica Habib .... Marisa North
- Nicholas Roget-King .... Aldo North
- Rip Torn .... comandante Sherman
- Linda Hunt .... sra. Munion
- Josh Henderson .... Nick De Pietro

Quaid e alguns dos atores infantis apareceram no episódio de 22 de novembro de 2005 do Dr. Phil para promover o filme.

## Recepção da crítica
Yours, Mine and Ours tem recepção negativa por parte da crítica especializada. Com o tomatometer de 6% em base de 106 críticas, o Rotten Tomatoes chegou ao consenso: "A configuração inicial é inacreditável, a trama é previsível e sem graça e a comédia depende  de quedas que o deixam velho". Por parte da audiência do site tem 52% de aprovação.

## Prêmios e indicações
Young Artist Awards (EUA)
- Indicado nas categorias de melhor filme para a família e melhor atuação de elenco jovem.[7]